# Soyuz TM-2
Soyuz TM-2 foi a segunda expedição do programa espacial Soyuz  à estação espacial soviética Mir.

## Tripulação
Lançados
| Posição           | Cosmonautas        | Duração          | Pousou na  |
| ----------------- | ------------------ | ---------------- | ---------- |
| Comandante        | Yuri Romanenko     | 326d 11h 37m 20s | Soyuz TM-3 |
| Engenheiro de voo | Aleksandr Laveykin | 174d 03h 25m 56s | Soyuz TM-2 |

Aterrissaram
| Posição                | Cosmonautas          | Duração          | Lançado na |
| ---------------------- | -------------------- | ---------------- | ---------- |
| Comandante             | Alexander Viktorenko | 7d 23h 04m 55s   | Soyuz TM-3 |
| Engenheiro de voo      | Aleksandr Laveykin   | 174d 03h 25m 56s | Soyuz TM-2 |
| Cosmonauta-pesquisador | Muhammed Faris       | 7d 23h 04m 55s   | Soyuz TM-3 |

## Parâmetros da missão
- Massa: 7 100 kg
- Perigeu: 341 km
- Apogeu: 365 km
- Inclinação: 51.6°
- Período: 91.6 minutos

## Pontos altos da missão
A Soyuz TM-2 foi a espaçonave usada para enviar uma tripulação em missão de longa duração para a estação espacial soviética Mir, que estava desabitada até então. A TM-2 foi lançada em fevereiro de 1987, e foi o primeiro voo tripulado da espaçonave Soyuz TM, e a segunda missão tripulada à estação Mir (sendo a primeira a Soyuz T-15). A tripulação da expedição de longa duração Mir EO-2, que foram enviados pela TM-2, consistia dos cosmonautas: Yuri Romanenko e Aleksandr Laveykin.
A espaçonave permaneceu acoplada à Mir, funcionando como um "salva-vidas" para aa tripulação da EO-2, até julho de 1987, quando retornou à Terra, levando Laveykin e os dois integrantes da Mir EP-1. Romanenko retornou à Terra na Soyuz TM-3 no final da missão EO-2.
No início da missão EO-2, o módulo Kvant-1 foi lançado para se acoplar automaticamente com a Mir. O sistema de acoplamento conhecido como "Igla", não estava se comportando como esperado. Em 5 de abril a tripulação da EO-2 se abrigou na espaçonave Soyuz TM-2, de forma que pudessem escapar caso o módulo ficasse fora de controle. A cerca de 200 metros de distância, o sistema de acoplamento perdeu sua antena de controle de engate. Os cosmonautas assistiram da Soyuz TM-2 quando o conjunto Kvant/FSM passou a cerca de 10 metros da estação. Depois de uma atividade extraveicular, foram descobertos e removidos resíduos nas escotilhas que estavam impedindo o acoplamento, que acabou acontecendo em 11 de abril.